# Zach Galligan

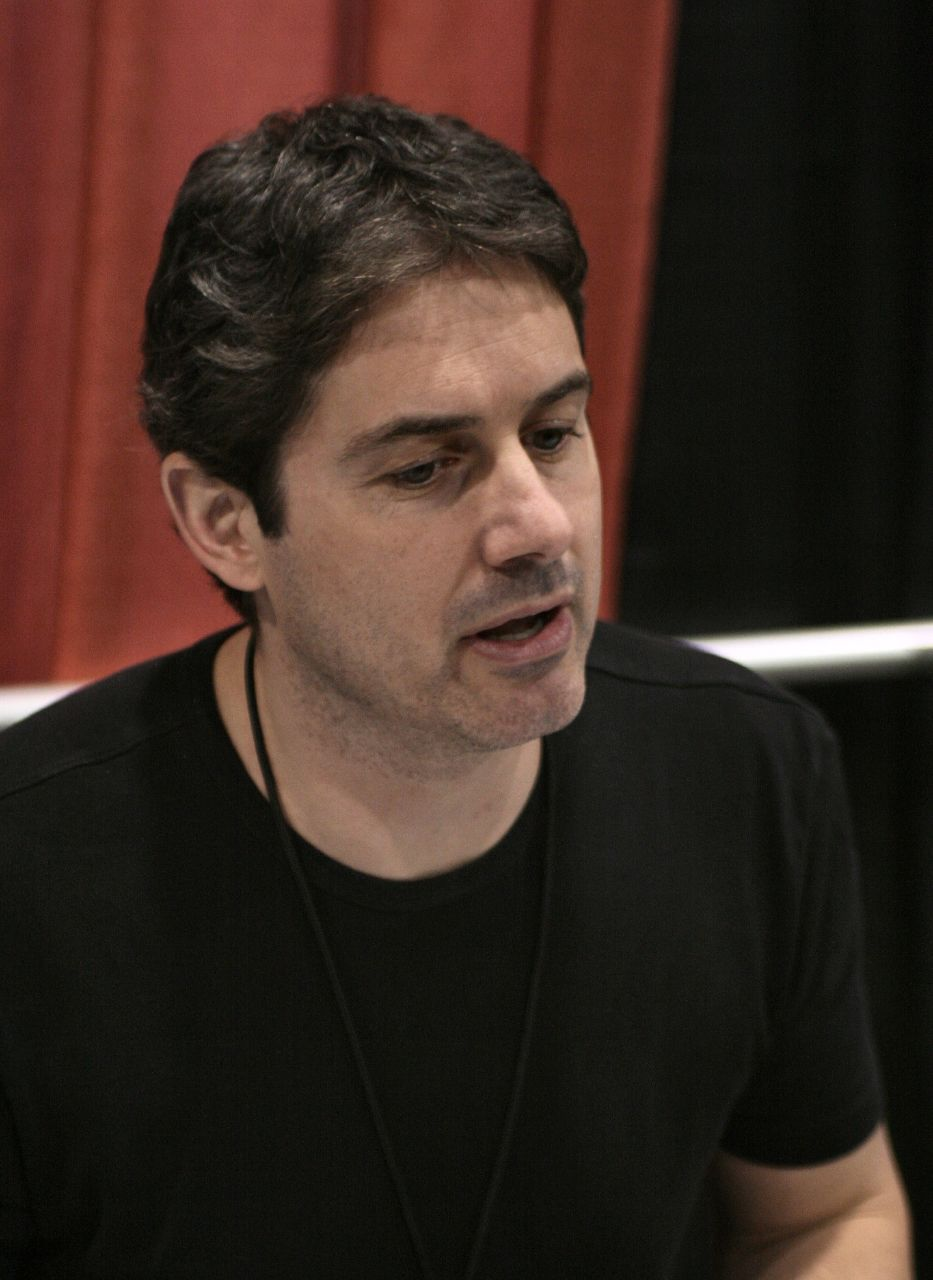
Galligan w październiku 2008.

Zachary Wolfe „Zach” Galligan, bardziej znany jako Zach Galligan (ur. 14 lutego 1964 w Nowym Jorku) – amerykański aktor filmowy i teatralny.

## Życiorys

### Wczesne lata
Urodził się i wychowywał w Nowym Jorku, w stanie Nowy Jork. Dorastał w środowisku naukowym, jako syn psycholog Carol Jean (z domu Wolfe) i prawnika Arthura Johna Galligana (1927-2006). Jego ojciec był pochodzenia irladzkiego, a jeden z jego pradziadków ze strony matki był austriackim imigrantem żydowskim; reszta jego przodków była Anglikami, z bardziej odległymi Holendrami i Francuzami, który był współzałożycielem kancelarii adwokackiej Dickstein Shapiro. Ma starszą siostrę Jessicę. Kiedy miał trzy lata jego rodzice rozwiedli się.
Ukończył Columbia University. Aktorstwo trenował z legendarną Utą Hagen przy Studio HB na Manhattanie, a także w Los Angeles pod kierunkiem Harry’ego Mastrogeorge i Larry’ego Mossa, autora książki „The Intent To Live” (Random House, 2005).

### Kariera
W 1982 r. otrzymał swoją pierwszą rolę filmową nastolatka w komedii sci-fi Nothing Lasts Forever. Był także gościem wielu Saturday Night Live. Później jego kariera nabrała rozpędu wraz z rolą Billy’ego Peltzera w filmie Gremliny rozrabiają (Gremlins, 1984).
W latach 1985-86 na broadwayowskiej scenie Neil Simon Theatre grał w sztuce Biloxi Blues jako Eugene Morris Jerome, gdzie zastępował Matthew Brodericka.
W 2002 r. powrócił na scenę w komedii Doing Judy w Alcazar Theater w San Francisco, rok potem wystąpił na małym ekranie w jednym z odcinków serialu Prawo i porządek: Zbrodniczy zamiar (Law & Order: Criminal Intent, 2003) i bezwzględnego strażnika więziennego w serialu Krzesło (The Chair, 2016).
Napisał trzy scenariusze: Checkmate (Szach-mat), Windmill Kids i Apple Scruffs.

### Życie prywatne
25 września 2005 r. poślubił Ling Ingerick. Jednak w 2010 doszło do rozwodu. Osiedlił się na Manhattanie, gdzie występuje, pisze i uczy w Stonestreet Studios.

## Wybrana filmografia

### Filmy
- 1984: Gremliny rozrabiają (Gremlins) jako Billy Peltzer
- 1990: Gremliny 2 (Gremlins 2: The New Batch) jako Billy Peltzer
- 1990: Narodziny buntu (Rising Storm) jako Artie Gage
- 1991: Zandalee jako Rog
- 1992: Wyśniona dziewczyna (Round Trip to Heaven) jako Steve
- 1993: Czarnoksiężnik 2 (Warlock: The Armageddon) jako Douglas
- 1993: Powiązania (All Tied Up) jako Brian Hartley
- 1994: Cyborg 3 (Cyborg 3: The Recycler) jako Evans
- 1997: Książę Waleczny (Prince Valiant) jako sir Kay
- 1997: Kochanek śmierci (Cupid) jako Eric Rhodes
- 1997: Kto pierwszy, ten lepszy (The First to go) jako Adam Curtis
- 1998: Gliniarz przyszłości (Storm Trooper) jako Kreigal
- 1999: Czuły punkt (Raw Nerve) jako Ethan Lang
- 1999: Niezwykła przygoda króla Artura (Arthur's Quest) jako król Pendragon
- 1999: Kim jest Dolly Malone? (The Storytellers) jako Greer Sandler
- 2000: Z piekła rodem (G-Men from Hell) jako Dalton
- 2001: Gabriela jako Pat
- 2002: Inwazja (Infested) jako Warren
- 2003: Projekt „Momentum” (Momentum) jako dyrektor Hammond

### Seriale TV
- 1992: Opowieści z krypty (Tales from the Crypt) jako David
- 1992: Melrose Place jako Rick Danworth
- 1996: Niebieski Pacyfik (Pacific Blue) jako Ron Jeffries
- 1997: Doktor Quinn (Dr. Quinn, Medicine Woman) jako Chester Barnes
- 1998: Statek miłości (The Love Boat: The Next Wave) jako Bill Chase
- 1998: Star Trek: Voyager jako chorąży David Gentry
- 1998: System (The Net) jako Aaron Mitchelson
- 2001: Siódme niebo (7th Heaven) jako dr Kent
- 2003: Prawo i porządek: Zbrodniczy zamiar (Law & Order: Criminal Intent) jako Eddie Malloy